# Nephrolepidaceae
Nephrolepidaceae is een monotypische familie met ongeveer 44 soorten middelgrote tot grote, epifytische of terrestrische varens, vooral afkomstig uit tropische streken van Zuidoost-Azië en Zuid-Amerika.
De familie is in 2011 afgescheiden van de grotere familie Lomariopsidaceae.

## Naamgeving enetymologie
De familie Nephrolepidaceae is vernoemd naar het geslacht Nephrolepis.

## Kenmerken
Voor de kenmerken van deze familie, zie het enige geslacht Nephrolepis.

## Taxonomie
In de taxonomische beschrijving van Smith et al. (2006) werd het geslacht Nephrolepis nog opgenomen in de grotere familie Lomariopsidaceae. Eerder maakte het deel uit van de families Davalliaceae en Oleandraceae (Kramer & Green 1990)
Later onderzoek door Christenhusz et al. (2011) leidde er echter toe dat het geslacht van Lomariopsidaceae werd afgesplitst om een aparte familie te vormen. Deze familie wordt echter nog niet door alle botanici erkend.
De familie is monotypisch, ze omvat slechts één geslacht met 44 soorten en enkele hybriden:
- Familie: Nephrolepidaceae
  - Geslacht: Nephrolepis

### Beschreven soorten
Van de familie worden de volgende soorten in detail beschreven:
- Nephrolepis cordifolia
- Nephrolepis exaltata